# Китасиракава-но-мия Нарухиса
Принц Нарухиса из линии Китасиракава (яп. 北白川宮成久王 Китасиракава-но-мия Нарухиса:,  18 апреля 1887, Токио — 1 апреля 1923, Перье-ла-Кампань) — 3-й глава дома Китасиракава-но-мия (1895—1923), представитель одной из младших ветвей японской императорской фамилии.

## Ранняя жизнь
Родился в Токио. Третий сын принца Китасиракавы Ёсихисы (1847—1895), 2-го главы дома Китасиракава-но-мия (1872—1895). В ноябре 1985 года после смерти во время Первой японо-китайской войны своего отца принц Китасиракава Нарухиса стал третьим главой дома Китасиракава-но-мия. Нарухиса был братом принца Такэды Цунэхисы, одноклассником принцев Асака Ясухико, Хигасикуни Нарухико и князя Коноэ Фумимаро. Принц Нарухиса закончил 20-й класс Военной академии Императорской армии Японии с чином младшего лейтенанта, а также 27-й класс Высшей военной академии Императорской армии Японии в звании полковника.

## Брак и семья
29 апреля 1909 года принц Китасиракава Нарухиса женился на Фусако, принцессе Канэ (28 января 1890 — 11 августа 1974), седьмой дочери императора Мэйдзи. У супругов были один сын и три дочери:
- Принц Китасиракава Нагахиса (北白川宮永久王; 1910—1940), женат на Сатико Токугава
- Принцесса Китасиракава Минэко (美年子女王; 1910—1970), вышла замуж за виконта Танэкацу Татибана
- Принцесса Китасиракава Савако (佐和子女王; 1913—2001), вышла замуж за виконта Макиэда Хигасидзоно
- Принцесса Китасиракава Таэко (多惠子女王; 1920—1954), муж — Ёсихиса Токугава.

## Поздняя жизнь
В 1920—1923 годах принц Нарухиса изучал военную тактику в специальной военной школе Сен-Сир во Франции, вместе со своими кузенами принцем Нарухико Хигасикуни и Ясухико Асака. Однако 1 апреля 1923 года принц погиб в автомобильной аварии в парижском пригороде Перье-ла-Кампань. Также в этой аварии серьезно пострадали принцесса Китасиракава (которая сопровождала мужа в Париж) и принц Ясухико Асака.
Вдовствующая принцесса Фусако Китасиракава 14 октября 1947 года лишалась статуса принцессы и стала простой гражданкой Японии. Она служила в качестве хранительницы и главной жрицы Исэ-Дзингу до самой смерти 11 августа 1974 года.

## Галерея

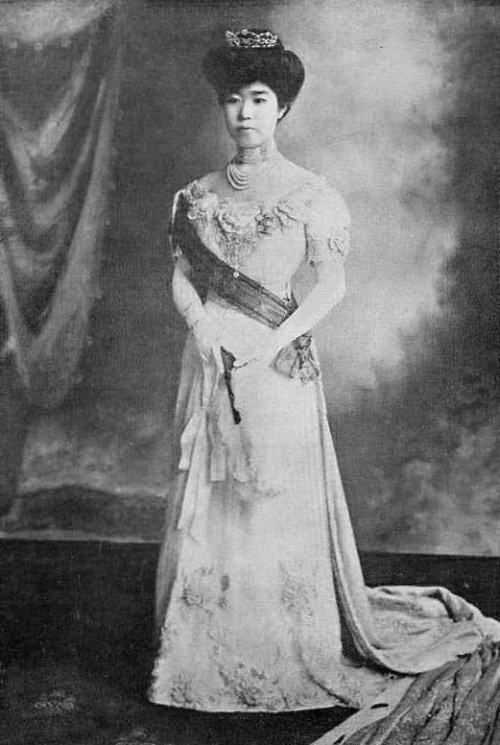
Принцесса Фусако, супруга Нарухисы
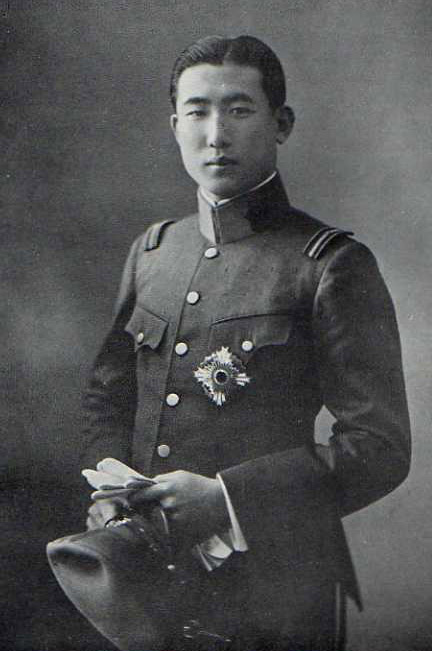
Принц Нагахиса, старший сын Нарухисы
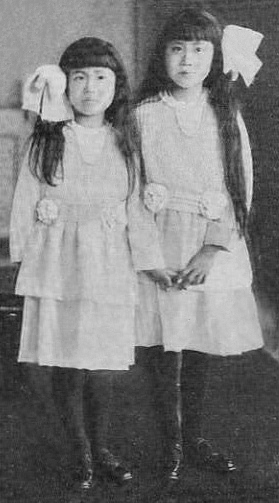
Принцессы Минэко и Савако, дочери принца Нарухисы
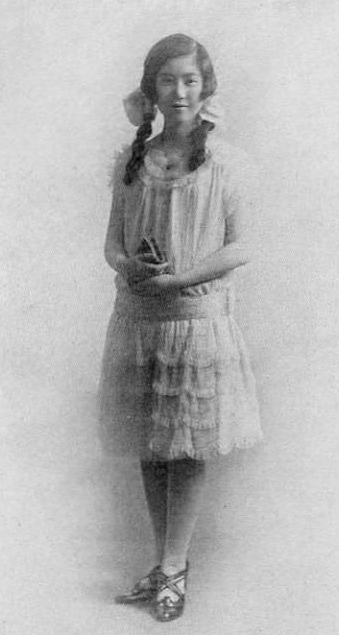
Принцесса Минэко
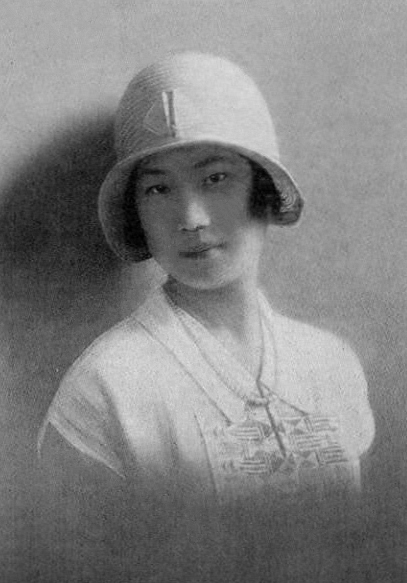
Принцесса Савако